# Pablo Torrijos
Pablo Torrijos Navarro (Castellón de la Plana, 12 maggio 1992) è un triplista spagnolo.

## Palmarès
| Anno | Manifestazione   | Sede           | Evento       | Risultato | Prestazione | Note             |
| ---- | ---------------- | -------------- | ------------ | --------- | ----------- | ---------------- |
| 2009 | Mondiali allievi | Bressanone     | Salto lungo  | 33º       | 6,79 m      |                  |
| 2009 | Mondiali allievi | Bressanone     | Salto triplo | 14º       | 14,73 m     |                  |
| 2011 | Europei juniores | Tallinn        | Salto triplo | 6º        | 15,71 m     |                  |
| 2013 | Europei under 23 | Tampere        | Salto triplo | 8º        | 16,06 m     |                  |
| 2014 | Europei          | Zurigo         | Salto triplo | 8º        | 16,56 m     |                  |
| 2015 | Europei indoor   | Praga          | Salto triplo | Argento   | 17,04 m     | Record nazionale |
| 2015 | Mondiali         | Pechino        | Salto triplo | 20º (q)   | 16,32 m     |                  |
| 2016 | Mondiali indoor  | Portland       | Salto triplo | 7º        | 16,67 m     |                  |
| 2016 | Europei          | Amsterdam      | Salto triplo | 8º        | 16,34 m     |                  |
| 2016 | Giochi olimpici  | Rio de Janeiro | Salto triplo | 31º (q)   | 16,11 m     |                  |
| 2017 | Europei indoor   | Belgrado       | Salto triplo | 9º        | 16,73 m     |                  |
| 2017 | Mondiali         | Londra         | Salto triplo | 10º       | 16,60 m     |                  |
| 2018 | Europei          | Berlino        | Salto triplo | 5º        | 16,74 m     |                  |
| 2019 | Europei indoor   | Glasgow        | Salto triplo | 15º (q)   | 16,18 m     |                  |
| 2021 | Giochi olimpici  | Tokyo          | Salto triplo | 25º (q)   | 15,87 m     |                  |
| 2022 | Mondiali         | Eugene         | Salto triplo | 23º (q)   | 16,32 m     |                  |
| 2022 | Europei          | Monaco         | Salto triplo | Finale    | nm          |                  |